# پارک بیونگ اون
پارک بیونگ اون (کره‌ای: 박병은؛ زادهٔ ۱۴ ژوئیه ۱۹۷۷) بازیگر اهل کره جنوبی است.

## فیلم‌شناسی

### مجموعه تلویزیونی
| سال  | عنوان                 | نقش                          | شبکه     |
| ---- | --------------------- | ---------------------------- | -------- |
| ۲۰۱۷ | چون این اولین زندگیمه | ما سونگ گو                   | تی‌وی‌ان   |
| ۲۰۱۷ | ملکه مرموز            | بازرس وو سونگ ها             | کی‌بی‌اس   |
| ۲۰۱۸ | عالیجناب              | سانگ چول                     | اس‌بی‌اس   |
| ۲۰۱۸ | منشی کیم چشه؟         | پارک بیونگ هون               | تی‌وی‌ان   |
| ۲۰۱۸ | ملکه مرموز ۲          | بازرس وو سونگ ها             | کی‌بی‌اس۲  |
| ۲۰۱۹ | صدا                   | کانه‌کی ماسایوکی / وو جونگ وو | اوسی‌ان   |
| ۲۰۱۹ | سرگذشت آسدال          | دان بیوک                     | تی‌وی‌ان   |
| ۲۰۲۰ | پادشاهی               | مین چی روک                   | نتفلیکس  |
| ۲۰۲۰ | اوه عزیز من           | یون جه یونگ                  | تی‌وی‌ان   |
| ۲۰۲۱ | پادشاهی: آشین از شمال | مین چی روک                   | نتفلیکس  |
| ۲۰۲۱ | گمشده                 | جونگ سو                      | جی‌تی‌بی‌سی |
| ۲۰۲۲ | حوا                   | کانگ یون گیوم                | تی‌وی‌ان   |
| ۲۰۲۲ | کیمیای روح            | حضور افتخاری                 | تی‌وی‌ان   |